# Jonas Götzinger
Jonas Götzinger (* 1991 in Uster) ist ein Schweizer Schauspieler.

## Leben
Jonas Götzinger wuchs in Wetzikon auf. Er absolvierte von 2011 bis 2016 ein Schauspielstudium an der Hochschule für Theater und Musik in Zürich. Bereits während der Ausbildung spielte er Theater am Theater am Neumarkt Zürich, Luzerner Theater und am Theater Basel. Seit 2016 hat er ein Engagement am Hans Otto Theater in Potsdam, er wird am Ende der aktuellen Spielzeit ans Theater Basel wechseln.
Einem breiten Publikum wurde Jonas Götzinger 2019 bekannt durch die Schweizer Fernsehserie Der Bestatter, wo er in einer durchgehenden Hauptrolle der siebten und letzten Staffel den «Max Hauser» verkörperte.
Götzinger wohnt zurzeit in Potsdam.

## Filmografie
- 2013: Maybe Baby (Kurzfilm)
- 2014: Stadtaffen (Kurzfilm)
- 2015: Unerhört (Kurzfilm)
- 2019: Der Bestatter (Fernsehserie, Staffelhauptrolle)
- 2022: Die Beschatter (Fernsehserie)

## Theater
- 2015–2016: Fritz, wo ist dein Zorn geblieben
- 2017: Das goldene Vlies
- 2017: Wie man unsterblich wird
- 2018: Ziemlich beste Freunde
- 2019: Kabale und Liebe

## Auszeichnungen
- 2013: Studienpreis des Migros-Kulturprozent[7]
- 2014: Förderpreis der Armin Ziegler-Stiftung
- 2016: Solo-Preis des 27. Bundeswettbewerbs zur Förderung des Schauspielnachwuchses[3]